# Assafjew-Gletscher
Der Assafjew-Gletscher (russisch Ледник Асафьева Lednik Assafjewa) ist ein Gletscher auf der Alexander-I.-Insel vor der Westküste der Antarktischen Halbinsel. Er fließt von der Westseite der Walton Mountains in nordwestlicher Richtung zum Schubert Inlet.
Die Akademie der Wissenschaften der UdSSR benannte den Gletscher 1987 nach dem russischen Komponisten Boris Assafjew (1884–1949).